# Bādeleh Kūh
Bādeleh Kūh (persiska: بادِلِه, Bādeleh, بادله كوه) är en ort i Iran.   Den ligger i provinsen Semnan, i den norra delen av landet, 240 km öster om huvudstaden Teheran. Bādeleh Kūh ligger 2 459 meter över havet och antalet invånare är 144.
Terrängen runt Bādeleh Kūh är varierad.Runt Bādeleh Kūh är det glesbefolkat, med 9 invånare per kvadratkilometer. Närmaste större samhälle är Kavārt, 17,5 km sydväst om Bādeleh Kūh. Trakten runt Bādeleh Kūh består i huvudsak av gräsmarker.